# Alliance of Valiant Arms
Alliance of Valiant Arms, 아바 en coréen, est un jeu vidéo free to play de tir à la première personne développée par Red Duck Inc, sorti en 2007.

## Synopsis
Le jeu met en scène une Troisième Guerre mondiale entre d'une part l'Union européenne, appuyée par après par les États-Unis, et la nouvelle fédération de Russie (Neo Russian Federation, NRF), cette dernière ayant envahi le continent européen.

## Système de jeu
Il s'agit d'un jeu de tir à la première personne jouable en ligne avec d'autres joueurs. Plusieurs modes de jeux sont disponibles, dont entre autres un mode match à mort, dans lequel l'objectif est d'effectuer le plus de frags, ou un mode Escorte, dans lequel une équipe doit protéger un char d'assaut jusqu'à ce qu'il soit arrivé à destination pendant que l'équipe adverse tente de le détruire.

## Fermeture
Le jeu a été fermé le 29 juin 2018 en Occident.